# Henri de Fleury de Coulan

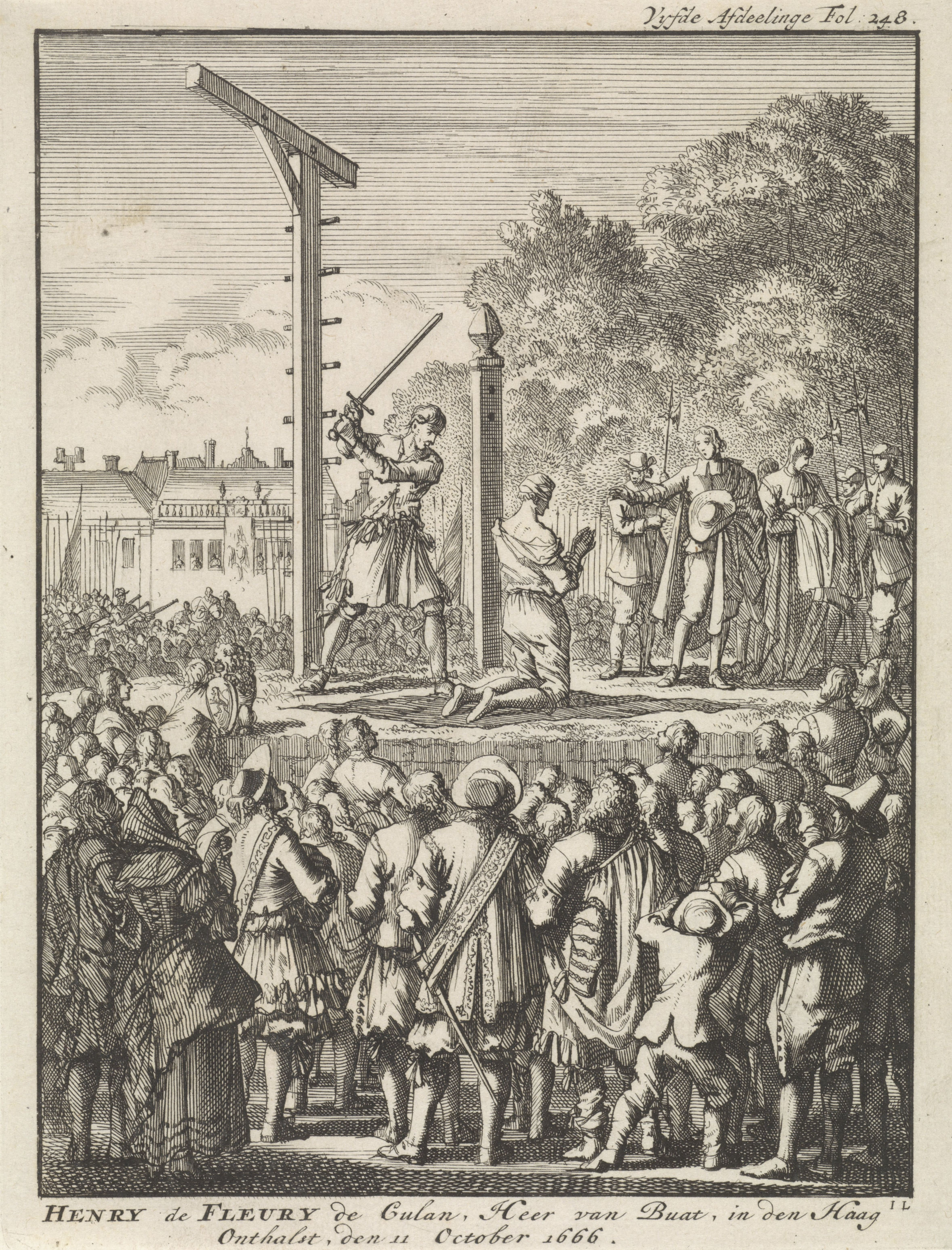
Hinrichtung von Henri de Fleury de Coulan

Henri de Fleury de Coulan, auch als Rittmeister Buat bekannt, (* in Frankreich; hingerichtet am 11. Oktober 1666 in Den Haag) war ein niederländischer Offizier, der in eine Verschwörung zur Absetzung des Ratspensionärs Johan de Witt und Wiedereinsetzung der Oranier beteiligt war (Buat-Verschwörung), weswegen er 1666 enthauptet wurde.

## Leben und Werk
Henri de Fleury de Coulan war Sohn des Obersten Philippe Henri de Culan († nach 1679), einem Hugenotten in niederländischen Diensten und von Esther de Flins. Er war Herr (Sieur) von Buat, St. Cyr und La Forest de Gaye und wuchs als Page am Hof von Friedrich Heinrich von Oranien auf und wurde zur Zeit von Wilhelm II. von Oranien  Hauptmann in der Garde zu Pferd des Statthalters, und nach dessen Tod 1650 in der Garde des Prinzen, des künftigen Wilhelm III. Die Garnison war in Bergen op Zoom, er selbst war aber zumeist in Den Haag. Der Prinz schaute zu ihm als militärischem Vorbild auf und Buat drückte seine Zuneigung aus, indem er ihn seinen kleinen Herrn nannte. 1659 zeichnete er sich als Freiwilliger bei der Landung auf Fünen unter Admiral Michiel de Ruyter aus während des Eingreifens der Niederlande im Nordischen Krieg. Er nahm für den minderjährigen Prinzen Wilhelm II. Angelegenheiten in der Provinz Zeeland wahr und begleitete die Princess Royale Maria Henrietta Stuart mehrfach auf ihren Reisen nach England. Beim zweiten Besuch 1662 erhielt er von König Karl II. ein Jahresgehalt von 500 Gulden ausgesetzt. Buat heiratete 1664 Elisabeth Maria Musch, Tochter des ehemaligen Sekretärs der Generalstaaten Cornelis Musch. 1665 war er am Feldzug mit Hilfe der Franzosen gegen den mit England verbundenen Fürstbischof von Münster beteiligt (Englisch-Niederländischer Krieg).
Karl II. suchte neue Wege für Kontakte zur Oranierpartei (Amalie zu Solms-Braunfels galt damals als Oberhaupt, sie war jedoch auch eine niederländische Patriotin, die nicht hinter dem Rücken der Regierung handeln würde) und fand diese in der Person von Buat, den Sylvius zuerst 1665 in Paris traf. 1666 war er wegen seiner Kontakte nach England in die Geheimkorrespondenz zwischen Sir Gabriel Sylvius (einem persönlichen Sekretär von Karl II., mit dem Staatssekretär Lord Arlington von Karl II. im Bund) und den Niederlanden (die mit Frankreich verbündet waren) eingebunden, die mit Wissen des Staatsmanns und Ratspensionärs Johan de Witt erfolgten und den Bedingungen für einen Frieden vorfühlen sollten. Karl II. plante aber auch im Falle des Scheiterns einen Staatsstreich der Oranier zu unterstützen und das war auch Thema der Korrespondenz mit Buat, der einen dieser verräterischen Briefe versehentlich mit der anderen Post Johan de Witt übergab. Er versuchte noch seinen Fehler zu korrigieren, aber De Witt hatte den Brief bereits gelesen und teilte Buat mit, er habe die Briefe bereits an den Staatsrat weitergeleitet. Das war möglicherweise eine Andeutung, Buat solle die Flucht ergreifen, dieser nutzte dies aber nicht. Neun Stunden verstrichen, bis er verhaftet wurde. In der Zwischenzeit hatte er aber die Zeit auf andere Weise genutzt und auch seine Mitverschwörer belastenden Briefwechsel verbrannt, wenn auch nicht vollständig (ein noch belastenderer Brief wurde gefunden). Buat wurde vor dem Hof van Holland in Den Haag angeklagt. Zwei weitere Angeklagte (Johan Kievit und Ewout van der Horst, Regenten in Rotterdam), konnten fliehen und wurden in Abwesenheit verurteilt. Das Todesurteil stand auf der Kippe, aber einer der Richter, Jacob van der Graeff, wurde gedrängt sich für befangen zu erklären, so dass das Todesurteil mit 5 zu 3 Stimmen zustande kam. Kurz darauf wurde er geköpft. Dies war auch ein Zugeständnis an Frankreich, dass nicht hinter ihrem Rücken mit England verhandelt wurde. Für viele Orangisten verstärkte das den Hass auf Johan de Witt und man sah in Buat einen Märtyrer ihrer Bewegung. Wahrscheinlich waren noch weitere Personen in die Verschwörung eingeweiht, zum Beispiel der ehemalige Gouverneur des Prinzen und dessen Onkel Frederik van Nassau-Zuylestein.

## Bewertung
Buat galt als Mann von angenehmen und ehrlichem Charakter, galt als tapfer, war aber dem Alkohol zugetan. Er war trotz seiner Verwicklung in eine Verschwörung im Wesentlichen unpolitisch und während des Prozesses tat er kund, nur aus Liebe zu seinem Schützling Prinz Wilhelm gehandelt zu haben. Mitverschwörer verriet er nicht. Weder er noch Sylvius waren in der Affäre diplomatisch oder politisch geschickt vorgegangen. Constantijn Huygens dichtete bei seinem Tod, und anspielend auf den fatalen Fehler, den er beging, ein Spottgedicht:
Hier light een schuldigh man, van Hooft en Hals berooft, Die, doen hij schuldigh wierd, een’ hals had, maer geen hooft. (Hier liegt ein schuldiger Mann, von Hals und Kopf beraubt, der, als er schuldig war, einen Hals aber keinen Kopf hatte).